# Constitution de la confédération grenadine
Lire en ligne

Bibliothèque virtuelle Miguel de Cervantès : (es) Version originale

Constitution de 1853 Constitution de 1863
La Constitution de la Colombie de 1858 est le texte fondateur de la Confédération grenadine, adoptée en 1858. Par ce texte, l'ancienne République de Nouvelle-Grenade prend le nom de Confédération grenadine (espagnol : Confederación Granadina).

## Changements
La Confédération grenadine regroupe huit États fédérés, auxquels sont donnés plus de pouvoirs, notamment la possibilité de légiférer et d'élire son président (auparavant nommé par le gouvernement central).
L'article 8 indique que tout ce qui n'est pas de la compétence du gouvernement de la confédération selon la présente constitution est de la compétence des États.

« Artículo 8.- Todos los objetos que no sean atribuidos por esta Constitución a los poderes de la Confederación, son de la competencia de los Estados. »

Ces compétences sont listées par l'article 15 :

« Artículo 15.- Son de la competencia exclusiva del Gobierno general los objetos siguientes:
1.  La organización y reforma del Gobierno de la Confederación;
2.  Las relaciones de la Confederación con las demás Naciones;
3.  La defensa exterior de la Confederación, con el derecho de declarar y dirigir la guerra y hacer la paz;
4.  El orden y la tranquilidad interior de la Confederación cuando hayan sido alterados entre dos o más Estados, o cuando en uno se perturben por desobediencia a esta Constitución y a las leyes o autoridades nacionales;
5.  La organización, dirección y sostenimiento de la fuerza pública al servicio de la Confederación;
6.  El Crédito público de la Confederación;
7.  La creación, organización, administración y aplicación de las rentas de la Confederación;
8.  La creación de nuevos Estados, que no podrá decretarse sino a petición de las Legislaturas de los Estados de quienes se desmiembren; debiendo quedar cada uno de los Estados creados o desmembrados con una población que no baje de ciento cincuenta mil habitantes;
9.  La admisión de nuevos Estados, cuando pueblos independientes quieran unirse a la Confederación, lo que se verificará a virtud de un tratado;
10.  El restablecimiento de la paz entre los Estados;
11.  La decisión de las cuestiones y diferencias que ocurran entre los Estados;
12.  La determinación de la ley, tipo, peso, forma y denominación de la moneda; y el arreglo de los pesos, pesas y medidas oficiales;
13.  Todo lo concerniente a la legislación marítima y a la del comercio exterior y costanero;
14.  El mantenimiento de la libertad del comercio entre los Estados;
15.  El gobierno y la administración de las fortalezas, puertos marítimos, fluviales y secos en las fronteras; y la de los arsenales, diques, y demás establecimientos públicos y bienes pertenecientes a la Confederación;
16.  La legislación civil y penal respecto de las materias que conforme a este Artículo son de la competencia del Gobierno de la Confederación;
17.  El censo general de la población, para los efectos del servicio de la Confederación;
18.  La fijación de los límites que deben tener los Estados conforme a los actos legislativos que los crearon, siempre que se susciten dudas, o controversias sobre dichos límites;
19.  Las vías interoceánicas que existan o se abran por el territorio de la Confederación;
20.  La demarcación territorial de primer orden, relativa a límites del territorio nacional con los territorios extranjeros;
21.  La naturalización de extranjeros;
22.  La navegación de los ríos que bañen el territorio de más de un Estado o que pasen del territorio de la Confederación al de alguna Nación limítrofe;
23.  La designación del pabellón y escudo de armas de la Confederación. »

L'article 16 liste les compétences qui sont partagées entre le gouvernement central et les États :

« Artículo 16.- Son de la competencia, aunque no exclusiva del Gobierno de la Confederación, los objetos siguientes:
1.  El fomento de la instrucción pública;
2.  El servicio de correo;
3.  La concesión de privilegios exclusivos, o de auxilios para la apertura, mejora y conservación de las vías de comunicación, tanto terrestres como fluviales. »

L'articles 11 dresse quant à lui la liste des actions qui sont interdites aux États :

« Artículo 11.- Es prohibido al Gobierno de los Estados:
1. Enajenar a Potencias extranjeras parte alguna de su territorio, ni celebrar con ellas tratados ni convenios;
2. Permitir o autorizar la esclavitud;
3. Intervenir en asuntos religiosos;
4. Impedir el comercio de armas y municiones;
5. Imponer contribuciones sobre el comercio exterior, sea de importación o exportación;
6. Legislar, durante el término de la concesión, sobre los objetos a que se refieran los privilegios o derechos exclusivos concedidos a compañías o particulares por el Gobierno de la Confederación, de una manera contraria a los términos en que hayan sido concedidos;
7. Imponer deberes a las corporaciones o funcionarios públicos nacionales;
8. Usar otro pabellón ni otro escudo de armas que los nacionales;
9. Imponer contribuciones sobre los objetos que deban consumirse en otro Estado;
10. Gravar con impuestos los efectos y propiedades de la Confederación;
11. Sujetar a los vecinos de otro Estado o a sus propiedades a otros gravámenes que los que pesen sobre los vecinos y propiedades del mismo Estado;
12. Imponer, ni cobrar derechos o contribuciones sobre productos o efectos que estén gravados con derechos nacionales, o monopolizados por el Gobierno de la Confederación, a no ser que se den al consumo. »

Les articles 41 à 46 précisent l'organisation du pouvoir exécutif de la confédération. Le poste de vice-président est supprimé tandis que le président est élu pour 4 ans par le Congrès.
Les sénateurs sont élus pour 4 ans tandis que le mandat des députés passe à 2 ans.